# Arild Monsen
Arild Monsen (5 aprile 1962) è un ex fondista norvegese.

## Biografia
In Coppa del Mondo ottenne il primo risultato di rilievo il 16 gennaio 1982 a Le Brassus (11°) e come migliori piazzamenti tre quarti posti.
In carriera prese parte a un'edizione dei Campionati mondiali, Seefeld in Tirol 1985, vincendo una medaglia.

## Palmarès

### Mondiali
- 1 medaglia:
  - 1 oro (staffetta[1] a Seefeld in Tirol 1985)

### Coppa del Mondo
- Miglior piazzamento in classifica generale: 11º nel 1983